# جونیچی کونو
جونیچی کونو (انگلیسی: Junichi Kono؛ زادهٔ ۲۱ ژانویهٔ ۱۹۹۲) بازیکن فوتبال اهل ژاپن است.